# Copa do Mundo de Futebol Americano de 2011
A Copa do Mundo de Futebol Americano 2011 foi a quarta instância da Copa do Mundo da IFAF, que é órgão internacional do torneio de futebol americano. Começou no dia 08 de julho de 2011 com os jogos finais, com início em 16 de julho. Foi organizada pela Áustria, com jogos ocorrendo em três cidades: Viena, Innsbruck e Graz. Viena recebeu os jogos finais.
Áustria venceu a disputa para sediar os jogos. Houve um número recorde de participantes no Congresso IFAF 2009, a reunião que decidiu o país anfitrião. O formato foi alterado para 2011: pela primeira vez, oito times classificados foram divididos em dois grupos, com os vencedores dos grupos jogando a final. Quatro equipes foram automaticamente qualificados: Áustria (como país anfitrião), o Estados Unidos (como defensor do Título Mundial), Alemanha e França (por chegarem à final do Campeonato Europeu EFAF de 2010). As quatro outras equipes foram classificadas por meio de qualificação nas quatro regiões da Federação Internacional de Futebol Americano: Ásia, Europa, Oceania e Pan-America.
Os Estados Unidos e o Canadá venceram nos grupo A e grupo B, respectivamente, e jogaram a final em 16 de julho de 2011. Os Estados Unidos venceram o Campeonato Mundial pela segunda vez consecutiva, batendo o Canadá na final com a pontuação final 50 a 7.